# Don Quixote (film 1927)
Don Quixote è un film muto del 1927, scritto e diretto da Lau Lauritzen. Girato e prodotto dalla danese Palladium Film, è una delle numerose trasposizioni cinematografiche del romanzo di Miguel de Cervantes.

## Trama
In Spagna, nella Mancha, don Quixote vive poveramente con la nipote e la governante. Immerso nei libri della sua biblioteca, il vecchio hidalgo ha trascorso la vita preferendo leggere i romanzi di cavalleria invece di prendersi cura del suo patrimonio. La testa piena di lotte e avventure non gli funziona più troppo bene, piena di idee folli slegate alla realtà che lo circonda. Un giorno giunge alla conclusione che per riscattare il suo onore deve ripristinare l'ordine cavalleresco: lui stesso, indossata un'armatura e a cavallo, dovrà andare in cerca di avventure per combattere in nome della cavalleria.

## Produzione
Il film fu prodotto dalla Palladium Film.

## Distribuzione
Il film - distribuito dalla Filmcentralen Palladium - venne presentato in prima nelle sale danesi il 30 novembre 1926.